# Gorillakostüm

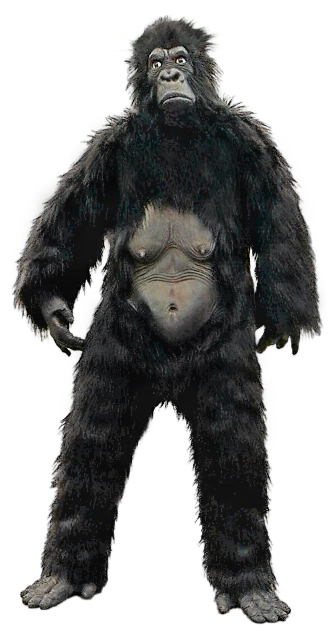

Ein Gorillakostüm (auch Gorillaanzug) ist ein Ganzkörperkostüm in Form und Erscheinungsbild eines Gorillas. In der ersten Hälfte des 20. Jahrhunderts trugen als gorilla men bezeichnete Schauspieler diese Kostüme, um Gorillas in Horrorfilmen oder Filmkomödien darzustellen. In den 1960er Jahren verwendeten Maskenbildner Spezial-Make-up und künstliche, separat aufgebrachte Gesichtspartien und ab den 1990er Jahren entwickelten Elektronikingenieure besondere Masken mit elektronisch ferngesteuerten Gesichtszügen (Animatronics), um Gorillakostüme in Filmen und in der Werbung noch realistischer wirken zu lassen.

Gorillakostüme werden auch bei karitativen Veranstaltungen und als Verkleidung für humorvolles Erschrecken an Halloween oder im Karneval verwendet.

## Kostümtypen

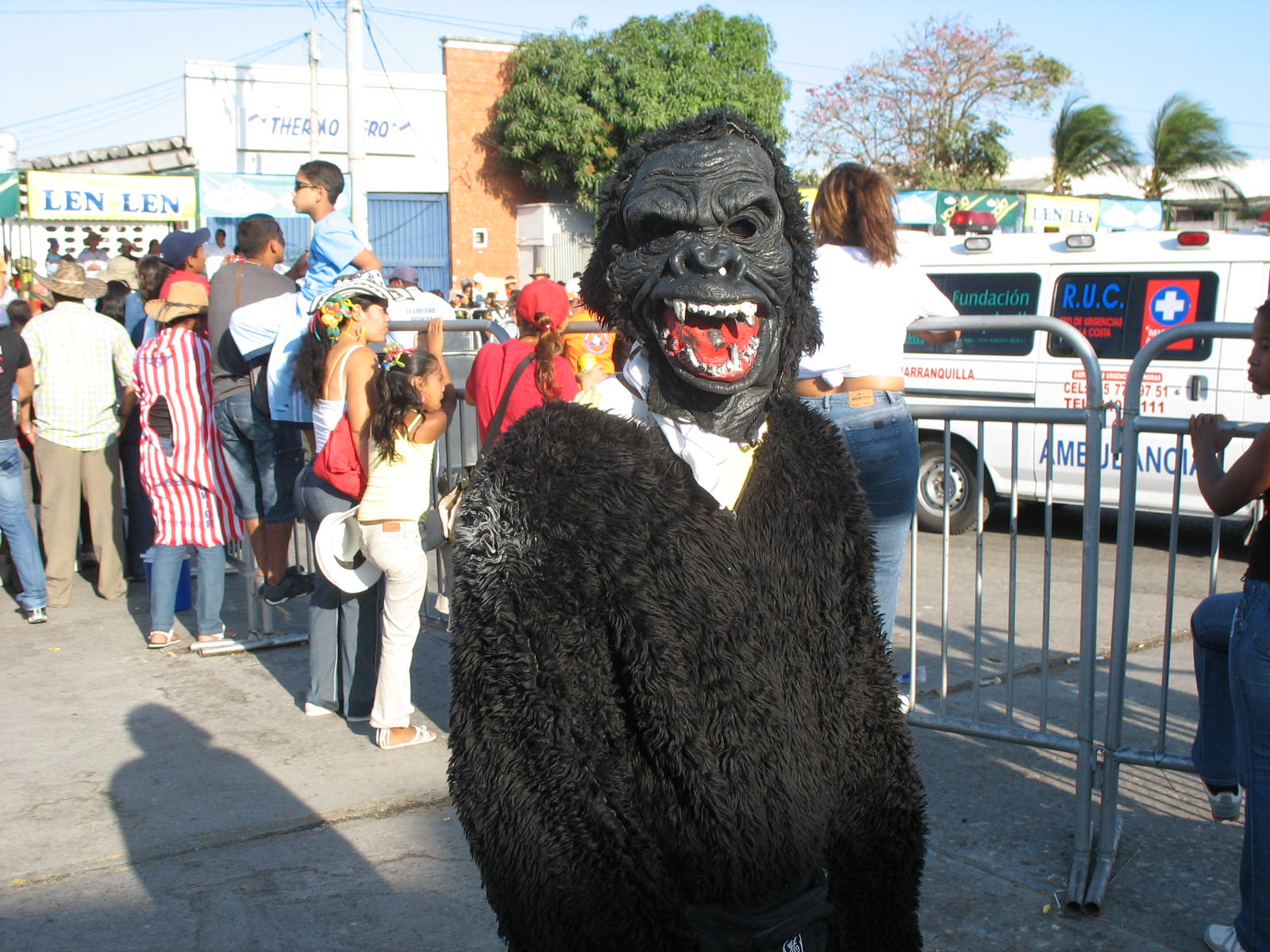
Gorillakostüm (Karneval in Barranquilla, Kolumbien)

Kommerzielle Gorillakostüme sind meist schwarz oder dunkelbraun und bestehen aus künstlichem Fell (Webpelz) oder ähnlichen Materialien. Die in verschiedenen Größen verfügbaren Kostüme können einteilig (Ganzkörperkostüm) oder mehrteilig – Körperkostüm mit separaten Händen, Füßen und Kopfmaske – sein; einige Modelle haben zusätzlich eine kahle Brustplatte aus Kunststoff. Nach dem Anlegen verschließt man das Kostüm mittels Reißverschluss oder Klettverschluss. Diese Kostüme werden an Karneval, Halloween und zu Kostümpartys getragen.
Professionelle Gorillakostüme für Theater- und Filmproduktionen sind meist von Maskenbildnern hergestellte Einzelstücke, die durch Verwendung von Naturhaar, beispielsweise ausgekämmten Yak-Haaren, sehr realistisch wirken. Zusätzlich kann die Gesichtsmaske mit Mikromotoren ausgerüstet sein, die meist von mehreren Personen von außen ferngesteuert werden und dadurch eine besonders natürliche Mimik erlauben.

## Verwendung von Gorillakostümen
Es gibt viele Verwendungsmöglichkeiten für Gorillakostüme, die von der Filmindustrie über kommerzielle Dienstleistungen, karitative Zielsetzungen bis in die Wissenschaft und hin zum reinen Privatvergnügen reichen.

### Film
Kostüme zur Darstellung eines Gorillas – in dramatischer Weise als reales, bedrohliches Tier oder eher in humorvoll-absurder Weise als „Mann im Gorillaanzug“ – werden in Filmen und seltener beim Theater seit der Zeit um 1918 und 1920 verwendet.
Bei der bedrohlichen Darstellung von Gorillas wurde auf eine unterschwellige Warnung vor einer sexuellen Bedrohung, besonders der Hauptdarstellerinnen dieser Filme, durch die Tier-Personifizierung der „Bestie im Mann“ hingewiesen. In der humoristischen Darstellung findet sich dazu das Gegenstück, der augenscheinlich komische „Mann in der Bestie“, wodurch ein Gorillakostüm diese beiden künstlerischen Elemente zusammenführen kann.
Ein Schauspieler oder Stuntman, der auf die Darstellung von Gorillas (oder gorillaartigen Wesen) spezialisiert ist, wird im Englischen als gorilla man (dt. Gorillamann) bezeichnet. Berühmte gorilla men waren:
- Carlos (Charles) Cruz Gemora (1903–1961), der in etwa 30 Kriminal- und Horrorfilmen bis 1958 die Art und Weise prägte, wie Gorillas dargestellt wurden. Gemora entwarf auch in den 1930er und 1940er Jahren eigene, sehr natürlich wirkenden Kostüme und trug sie – nach Studien der Körpersprache von Gorillas in Zoos – auch selber in Filmen.
- Emil Van Horn (? – 1967), ein Vaudeville-Schauspieler, der in etwa 9 Gorilla-Filmen mitspielte; neben seinen Rollen als „Gorilla“ stellte er keine anderen Charaktere in Filmen dar.
- Ray "Crash" Corrigan (1902–1976), ein Fitness-Trainer, Stuntman, und Western-Schauspieler; er besaß ein eigenes Gorillakostüm und spielte zwischen 1934 (Tarzan and His Mate; dt. Tarzans Vergeltung) und 1945 (The White Gorilla) in mehreren Gorilla-Filmen mit.
- Steve Calvert (1916–1991); er kaufte 1948 das Gorillakostüm von Ray Corrigan und bekam gleich die Rolle des Gorillas im ersten Jungle-Jim-Film von Johnny Weissmüller. Calvert spielte realistische Gorillas in unrealistischen B-Movies wie Bela Lugosi Meets a Brooklyn Gorilla, The Bowery Boys Meet the Monsters, Bride of a Gorilla, The Road to Bali, Bride of the Beast etc.
- George Barrows (1914–1994); er stellte sein eigenes Gorillakostüm her und debütierte 1953 in The Abbot and Costello Show.
- Janos Prohaska (1919–1974); der Ungar arbeitete als Stuntman in Hollywood und spielte meist Gorillas in Fernsehshows und Filmkomödien wie Clyde the Ape in Bikini Beach (1964), den Gorilla in Gilligan's Island etc. Er spielte auch Bären.

Die folgenden Filme sind Beispiele für die beiden Verwendungsarten von Gorillakostümen in Filmen.

#### Dramatische Verwendung
- Go and Get It war ein sehr früher, nun verloren gegangener Horrorfilm.[9] Den mordenden Gorilla spielte der Berufsringer und Schauspieler Lewis „Bull“ Montagna (1887–1950).
- Mord in der Rue Morgue (1932) ist ein Horrorfilm, in dem ein Gorilla, dargestellt von  Charles Gemora, mehrere Morde begeht. Der Film lehnt sich an die Kurzgeschichte Der Doppelmord in der Rue Morgue von Edgar Allan Poe an, in der ein Orang-Utan der Mörder ist.
- Der Würger von Coney Island (Gorilla at Large, 1954) ist ein Horror-Mystery-B-Movie in 3-D mit der Besonderheit, dass sowohl ein „richtiger Gorilla“ als auch „ein Mann in einem Gorillakostüm“ von dem gorilla man George Barrows gespielt werden.

#### Humorvoll-absurde Verwendung
- Die Marx Brothers im Zirkus (1939) – In seiner Autobiografie Groucho and Me[10] beschreibt Groucho Marx – mit sehr viel Marx’scher Fantasie, denn der Gorilladarsteller war Charles Gemora – die Schwierigkeiten, die den Dreharbeiten bei At the Circus vorausgingen. Es gab zwar zwei trainierte Gorillas in Hollywood, aber beide waren über Jahre ausgebucht. Man suchte deshalb den Kontakt mit dem Agenten eines Gorilladarstellers, der aber, wie sich herausstellte, kein Gorillakostüm besaß. Schließlich fand man einen Agenten, „der ein Gorillakostüm vertrat“, dem aber der dazugehörige Gorilladarsteller fehlte. Die Verhandlungen mit beiden Agenten waren nicht einfach, da beide Agenten „die Interessen ihrer Klienten vertraten“ und es am Drehtag neben der Aufheizung durch die Scheinwerfer zusätzlich sehr heiß war, wodurch der Darsteller in dem ungewohnten Gorillakostüm erst ohnmächtig wurde und sich danach weigerte, ohne Frischluftzufuhr in diesem Kostüm weiter zu arbeiten. Doch Marx zufolge wurden ungewöhnliche Lösungen gefunden, die die berühmte finale Gorilla-am-Trapez-Szene[11] des Films ermöglichten.

- Der rosarote Panther (1963) enthält eine bemerkenswerte Autoverfolgungsjagd durch das nächtliche Rom, an der neben Autos zwei Männer in Gorillakostümen, zwei Personen in einem Zebrakostüm, ein als Ritter Verkleideter, Polizisten sowie weitere Personen beteiligt sind.

Weitere Filmkomödien, in denen Gorillakostüme eingesetzt wurden, sind:
- Unsere tollen Tanten in der Südsee (1964),
- Morgan: A Suitable Case for Treatment (dt. Protest) (1966),
- Take the Money and Run (dt. Woody, der Unglücksrabe) (1969),
- The Thing with two Heads (dt. Das Ding mit den 2 Köpfen) (1972) (besonders, da ein Gorillakostüm mit zwei Köpfen hergestellt und verwendet wurde),
- The Ghost Busters (1975),
- L'Animal (dt. Ein irrer Typ) (1977),
- Trading Places (dt. Die Glücksritter) (1983),
- Männer (1985) etc.

##### Fernsehserien
Gorillakostüme wurden gelegentlich in meist humorvollen Fernsehserien eingesetzt wie beispielsweise in The Abbott and Costello Show, The Addams Family, Gilligans Insel und The Big Bang Theory.

### Theater/Posse
1836 war der damals berühmte Affendarsteller Eduard Klischnigg zu einem Gastspiel in Wien. Für ihn schrieb Johann Nestroy die Posse mit Gesang Der Affe und der Bräutigam. Klischnigg spielte darin den „echten“ Affen Mamok, ein anderer Schauspieler verkleidete sich als Gorilla, um der Dame seines Herzens zu imponieren – das Stück ist ein reiner Verwechslungsklamauk.

### Werbung
Gorillakostüme werden in der Werbung eher selten eingesetzt. Ist dies aber der Fall und werden die Videos fachlich perfekt und humorvoll präsentiert, finden sie hohe Aufmerksamkeit.

#### American Tourister
Um auf die Stabilität ihrer Produkte hinzuweisen, plante der Kofferhersteller American Tourister (heute Samsonite) 1970 ein Werbevideo, in dem ein Gorilla einen American-Tourister-Koffer malträtiert, ihn aber nicht zerstören kann.
Man suchte vergeblich nach einem echten Gorilla und begnügte sich schließlich mit dem ehemaligen Zirkusschimpansen Oofi im Zoo von Mexiko-Stadt. Innerhalb eines Tages sollte der Dreh beendet werden, aber Oofi zeigte nur wenig Interesse an dem braunroten Koffer: Er begnügte sich damit, den Kofferanhänger abzureißen und darauf herumzukauen. Auch das „Nachhelfen“ seines Wärters mit einem Elektroschocker brachte nicht den erwünschten Erfolg. Erst nachdem man Futter im geschlossenen Koffer deponierte, kam es im Käfig zu Szenen, die in dem Werbevideo zu sehen sind.
1980 wiederholte man diese Werbestrategie und erweiterte sie auf zwei Videos, doch sollte diesmal ein „richtiger Gorilla“ die Hauptrolle spielen. Da man aus den Erfahrungen mit Oofi gelernt hatte, verpflichtete man diesmal den gorilla man Don McLeod, der bereits im Gorillakostüm in der Fernsehserie Tarzan: The Epic Adventures (1996–1997) mitgewirkt hatte und der später noch in den Filmen Die Glücksritter (1983) und Der Mann mit zwei Gehirnen (1983) Gorillas darstellte.
Die Gorilla-Videos von American Tourister gehören zu den beliebtesten Werbefilmen der amerikanischen TV-Geschichte.

#### Cadbury
Im Jahr 2006 und bis Mitte 2007 waren das Image und die Verkaufszahlen des Süßwarenherstellers Cadbury durch mehrere Herstellungspannen und ungeschickte Public Relations auf  einen Tiefpunkt gesunken und das Unternehmen kündigte an, 7.500 Mitarbeiter entlassen zu müssen.
Die Marketing-Abteilung beauftragte daraufhin 2007 die Werbeagentur Fallon Worldwide, London, eine Cadbury-Werbekampagne mit einem Budget von 6,2 Millionen Pfund Sterling durchzuführen. Neben Werbetafeln, Inseraten in Magazinen, Kino- und Fernsehwerbung und Werbeveranstaltungen war das Kernstück ein etwa anderthalb Minuten langes Video, das einen „Gorilla“ zeigt, der in einem Musikstudio die Schlagzeugeinlage zu dem Song In the Air Tonight von Phil Collins spielt. Erst ganz zu Ende des Videos erscheint die Cadbury-Werbung. Das Video verbreitete sich viral – 500.000 Abrufe bei YouTube in der ersten Erscheinungswoche – und eine darauf folgende Marktforschung zeigte, dass diese Kampagne das Ansehen von Cadbury wieder verbesserte.

Das Gorillakostüm im Video wurde von dem Schauspieler Garon Michael getragen, der als gorilla man auch in den Filmen Congo (1995), Instinkt (1999) und Planet der Affen (2001) mitgewirkt hatte. Eine Besonderheit war dabei die spezielle Beweglichkeit und Ausdrucksfähigkeit des Gorillagesichts, das mit ferngesteuerten Mikromotoren animiert werden konnte.

Noch im selben Jahr parodierte die Marke Wonderbra das Cadbury Gorilla-Video mit dem 23-jährigen Model Jentina Chapman am Schlagzeug – diesmal aber ganz ohne Gorillakostüm.

### Laufveranstaltungen

#### Great Gorilla Run

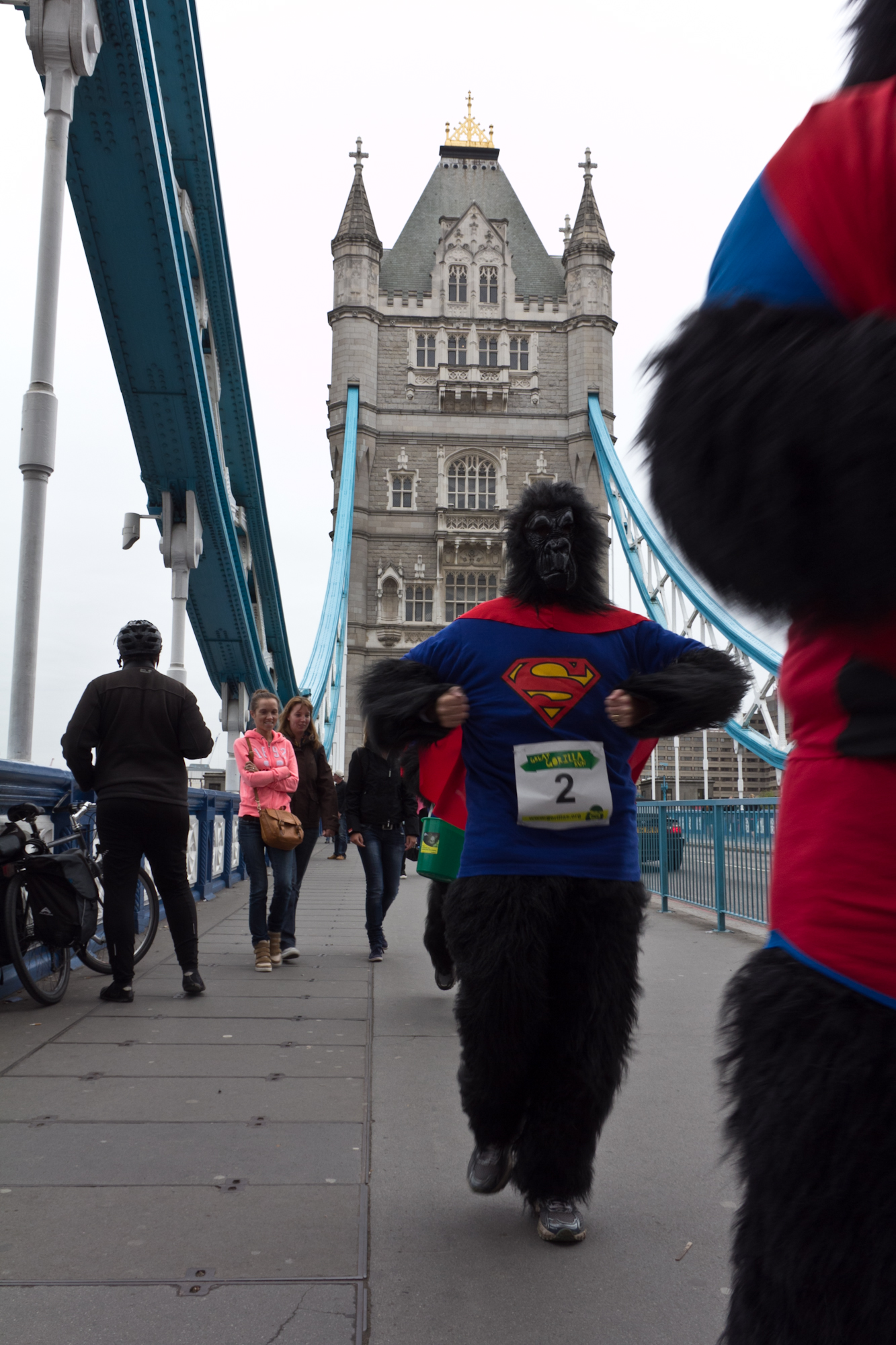
Teilnehmer und Zuschauer des 2013 Great Gorilla Run auf der Tower Bridge

Der Great Gorilla Run (dt. Großer Gorilla-Lauf) ist eine von The Gorilla Organization organisierte karitative Laufveranstaltung, die von 2003 bis 2018 jedes Jahr in London im September stattfand. Teilnehmer erhielten gegen eine Registrierungsgebühr ein Gorillakostüm und hatten die Möglichkeit, dem Kostüm durch eigene Ideen weiteres Verkleidungsbeiwerk hinzuzufügen. Während des Laufs sammelten die so verkleideten „Gorillas“ Geld für die Erhaltung des Lebensraums der wild lebenden Berggorillas in Uganda, Ruanda und der Demokratischen Republik Kongo. Der Lauf führte 7 bis 8 Kilometer durch die Innenstadt von London und brachte seit 2003 fast zwei Millionen Pfund Sterling ein.

#### Andere Laufveranstaltungen
Auch bei anderen Stadtläufen, beispielsweise dem karitativen Denver Gorilla Run oder dem City2Surf-Lauf in Sydney, bei dem auch andere Verkleidungen zugelassen sind, ist es nicht unüblich, dass Teilnehmer zu ihrem eigenen und dem Vergnügen anderer im Gorillakostüm antreten.

### Gorillagram
Im englischsprachigen Raum – besonders in den Vereinigten Staaten, Australien/Neuseeland und Großbritannien – ist das gorillagram (auch in der Schreibweise gorilla-gram) eine kommerzielle Dienstleistung, bei der ein Empfänger damit überrascht wird, dass ihm eine Person in einem Gorillakostüm eine kurze, gesungene Nachricht – beispielsweise ein „Liebes-Telegramm“ zum Valentinstag –  überbringt.
Der Begriff entstand in den 1970er Jahren und gorillagrams waren in den 1980er Jahren besonders in New York sehr populär.
Es wird vermutet, dass diese mit freudigem Schrecken verbundene Überraschung durch die schwarzen Filmkomödie Where’s Poppa? (auch Going Ape, dt. Wo is’ Papa?; 1970) inspiriert wurde, in der der frustrierte Anwalt Gordon Hocheiser (George Segal) seine senile 87-jährige Mutter (Ruth Gordon), die immer wieder nach ihrem verstorbenen Mann fragt („Where’s Poppa?“), umzubringen versucht, indem er – im Gorillakostüm – sie in ihrem Schlafzimmer zu Tode erschrecken will. Der Anschlag misslingt sehr schmerzvoll für Gordon und auch seinem Bruder Sidney (Ron Leibman), der das Kostüm dann übernimmt, bringt es nur Unannehmlichkeiten.

### National Gorilla Suit Day
1963 veröffentlichte der Cartoonist Don Martin die Cartoon-Geschichte National Gorilla Suit Day in seiner Sammlung Don Martin Bounces Back. Darin lehnt sich der Protagonist Fester Bestertester gegen das (damals fiktive) Konzept eines Nationalen Tages des Gorillakostüms auf und erleidet daraufhin eine Reihe von unglaublich absurden Angriffe von Menschen in Gorillakostümen und Gorillas in „Menschenkostümen“.
Don-Martin-Fans erklärten daraufhin den 31. Januar zum National Gorilla Suit Day und begehen diesen Tag durch das Tragen von Gorillakostümen.

### Psychologie

#### Der unsichtbare Gorilla
Daniel Simons von der University of Illinois und Christopher Chabris von der Harvard University erhielten im Jahr 2004 den Ig-Nobelpreis in der Sparte Psychologie für die Demonstration, dass Personen nahezu alles übersehen können, wenn sie ihre gesamte Aufmerksamkeit einem speziellen Detail widmen.
In der Studie Gorillas in Our Midst (dt. Gorillas in unserer Mitte – ein Wortspiel mit dem englischen Filmtitel Gorillas in the Mist; dt. Gorillas im Nebel) untersuchten sie mithilfe mehrerer Videos die Wahrnehmung von Testpersonen bezüglich der in den Videos gezeigten Abläufen. In einem Video ließ man eine Frau im Gorillakostüm von links ins Bild laufen, in der Mitte stehen bleiben, sich auf die Brust trommeln, und dann rechts aus dem Bild verschwinden. Da aber die Testpersonen durch eine andere Aufgabe abgelenkt waren – bei zwei sich Basketbälle zuwerfenden Dreiergruppen, die eine heller gekleidet, die andere in dunkler Kleidung, sollten sie die Anzahl der Ballkontakte nur der heller gekleideten Personen zählen – sorgte selective looking (dt. selektives Hinsehen) dafür, dass nur etwa die Hälfte der Testpersonen den durchs Bild laufenden „Gorilla“ überhaupt wahrnahm.
Nach dieser Studie veröffentlichten Simons und Chabris das Buch The Invisible Gorilla: And Other Ways Our Intuition Deceives Us (Harper Collins Publ. UK (2011), ISBN 978-0007317318;  Der unsichtbare Gorilla: Wie unser Gehirn sich täuschen lässt, Piper (2011), ISBN 978-3492053518), in dem sie weitere Beispiele anführen, wie ungenau und realitätsfern menschliche Wahrnehmung unter bestimmten Bedingungen sein kann.

#### Versteckte Kamera
International gibt es zahlreiche Fernsehsendungen, die nach dem Prinzip der versteckten Kamera Schauspieler eingesetzt haben, um Erwachsene oder auch Kinder in Situationen mit „plötzlich auftauchenden oder ausgebrochenen Gorillas“ zu bringen. Der Reiz liegt darin, die so Überraschten bei ihren Reaktionen zu filmen, die von anfänglichen Schrecken in nachfolgende Erleichterung übergehen, wenn erkannt wird, dass es sich nur um eine Person im Gorillakostüm handelte.
Dabei wurde eine weitere bemerkenswerte menschliche Verhaltensweise beobachtet: Ahnungslose Mitwirkende, die sich auf eine Stellenanzeige beworben hatten, wurden in einem Bürogebäude von einem „Manager“ gebeten, ihn kurz in seiner Abwesenheit zu vertreten und Telefonanrufe entgegenzunehmen. Während die Ahnungslosen allein am Schreibtisch saßen und mit Telefonieren beschäftigt waren, stürmte plötzlich ein „Gorilla“ durch das Büro und verschwand dann wieder. Nach einer Weile – und weiteren Telefonanrufen – kam der „Manager“ zurück und fragte, ob denn alles in Ordnung gewesen sei, oder ob es etwas Besonderes gegeben habe. Die meisten „Stellenbewerber“ antworten, dass alles gut gelaufen sein und es nichts Besonderes gegeben habe. Sie machten damit klar, dass sie die Aussicht auf die Stelle nicht durch das Berichten von Problemen oder Schwierigkeiten gefährden wollten.

### Spielzeug, Verkleidung, Kinderbuch
Der Spielzeughersteller Lego hat in seinem Sortiment von Minifigs neben anderen Personen in Tierkostümen die Figur eines Mannes in einem Gorillakostüm, der vom Detail her dadurch realistisch erscheint, dass sich auf seinem Gesicht – wenn man die Gorillamaske entfernt – Schweisstropfen zeigen.
Ebenso wie für Erwachsene gibt es auch Gorillakostüme für Babys und Kinder, die vor allem als Verkleidung für Halloween vorgesehen sind.
Im Kinderbuch The Gorilla Suit erhält der Junge Tony ein Gorillakostüm als Geschenk, das er so liebt, dass er es andauernd trägt, was ihn in absurd-komische Situationen bringt.

## Gorillakostüm-Trivia
- Im Mai 2014 berichtete die Zeitung La Opinión de Tenerife, dass im spanischen Loro Parque ein erst kürzlich eingestellter und nicht ausführlich informierter Tierarzt einen Mitarbeiter im Gorillakostüm, der während einer Übung einen entkommenen Gorilla darstellen sollte, mit einem Schuss aus einem Betäubungsgewehr außer Gefecht gesetzt habe.[34] Über diesen Vorfall wurde international berichtet,[35][36] und selbst nachdem der spanische Bericht dementiert worden war und die genauen Umstände des Arbeitsunfalls geklärt wurden – der Mitarbeiter, in Arbeitsbekleidung, und der Tierarzt befanden sich im leeren Gorillagehege, als sich unbeabsichtigt ein Schuss löste und der Narkosepfeil den Mitarbeiter ins Bein traf,[37] – wurde weiterhin die Gorillakostüm-Version veröffentlicht.[38]

In ähnlicher Weise berichtete ein amerikanischer Radiosender, dass ein Mann in einem Gorillakostüm von der Polizei erschossen worden sei, als er eine Kentucky-Fried-Chicken-Filiale überfallen habe, doch auch diese Nachricht wurde von keiner Zeitung bestätigt.
- Im Tokioter Ueno-Zoo werden ab und zu „Übungen“ unter den Augen der Zoobesucher durchgeführt, bei denen Zoomitarbeiter Tierkostüme tragen. 2004 stellten zwei Mitarbeiter ein „entflohenes Nashorn“ dar, 2014 war es eine Übung zum Einfangen eines „Gorillas“. Beobachtende Zoobesucher zweifelten den Realitätsbezug dieser Übung an.[40]
- Begeben sich Personen im Gorillakostüm in den Straßenverkehr – ob mit Fahrzeug[41][42] oder zu Fuß[43] –, erregt dies häufig die Aufmerksamkeit der Polizei und kann mit Bestrafung enden oder hat andere schwerwiegende Konsequenzen.
- Bob Woolf spielt seit 1988 das Maskottchen Go[44] der Phoenix Suns im Gorillakostüm und unterhält in dieser Funktion die Fans mit verschiedenen Stunts und Slapstick-Shows.
- Bob Paris, der sich 1989 als erster Mr. Universum (1983) zu seiner Homosexualität bekannte, publizierte 1997 das Buch Gorilla Suit (dt. Gorillaanzug, im übertragenen Sinn verwendet für einen extrem muskelbepackten Körper), in dem er praktische Hinweise zum Bodybuilding gibt und seine Erfahrungen in seiner Zeit als Kraftsportler schildert.